# Кубок чемпионов ФИБА 1959/1960
Кубок чемпионов 1960 — третий розыгрыш сильнейшего баскетбольного клубного турнира среди мужских команд. В третий раз подряд победителем Кубка стал рижский СКА. К соревнованиям была допущен вторая советская команда — Динамо (Тбилиси), которая в итоге дошла до финала и уступила действующему обладателю Кубка — команде СКА.

## Квалификационый раунд
| Команда #1                | Разница   | Команда #2             | 1 матч | 2 матч |
| ------------------------- | --------- | ---------------------- | ------ | ------ |
| Марокен (Касабланка)      | 95 — 92   | Академика (Коимбра)    | 54-48  | 41-44  |
| ПАОК (Салоники)           | 121 — 159 | Стяуа (Бухарест)       | 61-80  | 60-79  |
| Виссеншафт (Берлин)       | 125 — 188 | Панттерит (Хельсинки)  | 88-84  | 66-78  |
| Олимпия Симменталь(Милан) | *         | Унион Бабенберг (Вена) |        |        |
| УСК (Хайдельберг)         | 90 — 113  | Урания (Женева)        | 46-55  | 44-58  |
| Спарта (Бертранж)         | 92 — 137  | Шораль Роан Баскет     | 47-60  | 45-77  |
| Фенербахче (Стамбул)      | *         | Маккаби (Тель-Авив)    |        |        |

```
* Командам Олимпия (Милан) и Маккаби (Тель-Авив) засчитаны технические поражения.
```

## 1/8 финала
| Команда #1             | Разница   | Команда #2        | 1 матч | 2 матч |
| ---------------------- | --------- | ----------------- | ------ | ------ |
| Унион Бабенберг (Вена) | 134 — 184 | Олимпия (Любляна) | 83-84  | 51-100 |
| Фенербахче (Стамбул)   | 116 — 139 | Академик (София)  | 61-69  | 55-70  |
| Марокен (Касабланка)   | 126 — 180 | ФК Барселона      | 65-82  | 61-98  |
| Панттерит (Хельсинки)  | 162 — 184 | Полония (Варшава) | 84-88  | 78-96  |
| Урания (Женева)        | 128 — 148 | Слован (Прага)    | 54-62  | 74-80  |
| Шораль Роан Баскет     | 115 — 109 | Антверпен         | 54-53  | 61-56  |
| Стяуа (Бухарест)       | 155 — 173 | Динамо (Тбилиси)  | 87-83  | 68-90  |

## Четвертьфиналы
| Команда #1         | Разница   | Команда #2        | 1 матч | 2 матч |
| ------------------ | --------- | ----------------- | ------ | ------ |
| Динамо (Тбилиси)   | 148 — 133 | Академик (София)  | 76-64  | 69-72  |
| ФК Барселона       | 105 — 114 | Полония (Варшава) | 64-65  | 41-49  |
| Олимпия (Любляна)  | 142 — 174 | СКА (Рига)        | 79-95  | 63-79  |
| Шораль Роан Баскет | 120 — 124 | Слован (Прага)    | 68-59  | 52-65  |

## Полуфиналы
| Команда #1       | Разница   | Команда #2        | 1 матч | 2 матч |
| ---------------- | --------- | ----------------- | ------ | ------ |
| Динамо (Тбилиси) | 152 — 126 | Полония (Варшава) | 88-65  | 64-61  |
| СКА (Рига)       | 151 — 114 | Слован (Прага)    | 82-55  | 69-59  |

## Финал
| Команда #1       | Разница   | Команда #2 | 1 матч | 2 матч |
| ---------------- | --------- | ---------- | ------ | ------ |
| Динамо (Тбилиси) | 113 — 130 | СКА (Рига) | 51-61  | 62-69  |

| Победитель Кубка чемпионов 1960 |
| ------------------------------- |
| СКА (Рига) 3-й титул            |